# Josep Tomàs i Salvany
Josep Tomàs i Salvany (Valls, 1839 - Madrid, 7 de desembre de 1905) fou un polític català. Pertanyia a una família humil i als 13 anys es va posar a treballar en la fàbrica dels seus pares. Aviat va despertar el seu interès per la política i la qüestió social. Participà activament en la revolució de 1868 i fou elegit diputat provincial per Barcelona. Amic d'Emilio Castelar, fou membre del Partit Democràtic, amb el que fou elegit diputat per Barcelona a les eleccions generals espanyoles de 1869 i formà part de la junta revolucionària que dirigí l'aixecament federalista de 1869. Després es va afiliar al Partit Republicà Democràtic Federal, amb el que fou escollit novament diputat per Valls a les eleccions generals espanyoles de 1873.
Un cop produïda la restauració borbònica va seguir Castelar en el Partit Republicà Possibilista, amb el que fou candidat a les eleccions de 1879 i 1881, i es va establir a Madrid. El 1893, per consell seu, es va afiliar al Partit Liberal Fusionista, amb el que fou escollit senador per la província de Tarragona el 1893-1894. També va mantenir bones relacions amb el Foment de la Producció Nacional i participà en el Congrés Mercantil de 1892 celebrat al paranimf de la Universitat Central de Madrid com a representant del Foment del Treball Nacional.

## Obres
- España a fines del siglo XIX (1891)
- El cambio internacional. Sus causas y efectos (1901)